# 萬年縣 (臺灣)
萬年縣，臺灣明鄭時期兩個縣級行政區之一，鄭經統治之時將縣改制為散州。臺灣為清朝統治之後，原萬年縣轄區被分為臺灣府底下的臺灣縣與鳳山縣。而對於萬年縣治的所在地，歷來有臺南市仁德區二行里、高雄市左營區、高雄市湖內區太爺里三說，而臺南縣政府依據2004年4月30日舉辦的「明鄭時期萬年縣治考證座談會」與2007年8月22日的「萬年縣治座談會」，於2008年12月14日在臺南縣仁德鄉二行村（今臺南市仁德區二行里）的清王宮前方公園立「古萬年縣治紀念碑」。

## 沿革
1661年（明永曆15年）4月，南明延平郡王鄭成功渡臺，攻擊荷蘭東印度公司，在攻下「普羅民遮城」（Provintia，亦稱省城、赤崁樓）之後，於5月29日將赤嵌地方改名為東都明京，並設立承天府，下轄天興縣、萬年縣二縣:13。
萬年縣縣治目前仍有爭議，較多學者同意位於二贊村（今臺南市仁德區二行里），由祝敬為首任知縣。但也有位於興隆里（今高雄市左營區）的說法，高雄市政府亦在左營成立「萬年縣公園」，甚至每年舉辦「萬年季」活動。
1664年，明鄭王朝繼承者鄭經放棄福建部分領土，廢東都名稱而改為東寧，承天府所屬兩縣升格為州，並增添澎湖、南路與北路三個安撫司。萬年縣因此而改稱萬年州，並設有南路安撫司。
1683年，清朝將領施琅攻下臺灣，廢除明鄭的行政區編制。1684年，清廷設臺灣府，隸屬福建省，下轄諸羅縣、臺灣縣、鳳山縣三縣，原萬年縣轄區被分為臺灣縣與鳳山縣。

## 次級行政區劃
萬年縣底下有十一個里，分布在今臺南市與高雄市，十一個里分別是：文賢里、仁和里、永寧里、新昌里、仁德里、依仁里、崇德里、長治里、維新里、嘉祥里、仁壽里。
臺灣為清朝統治之後，文賢、仁和、仁德、崇德四里劃歸臺灣縣，餘七里劃歸鳳山縣，不過文賢里在雍正九年（1731年）調整行政區劃後改隸於鳳山縣。

## 縣治
萬年縣縣治所在地歷來認為是在「二贊行」或「興隆里」（高雄左營），而「二贊行」之說又分為認為是今天高雄市湖內區太爺里與臺南市仁德區二行里二說，其簡述如下：
- 興隆里說：最早指出萬年縣治在興隆里的是連橫《臺灣通史》（1921年），其次有伊能嘉矩的《臺灣文化志》（1928年）[註 1]，而在兩人之前邱文鸞的〈臺灣旅行記〉（1916年）則寫說萬年縣建置於鳳山，其後沿續此說的學者有毛一波、洪敏麟、曾玉昆、吳育臻、曾元吉等人[1]。
- 二贊行說：清朝時的《臺灣府圖志》（1795年前）、《臺灣府方輿考證》（1836年）、《清一統志臺灣府（嘉慶重修一統志）》（1842年）均載明「萬年廢州」在「二贊行」[1]。
  - 「二贊行」湖內說：此說始於陳子波、賴建銘合撰之《高雄縣志稿·政事志·民政篇》（1962年），該書說「萬年縣治初設於二層行溪（今湖內鄉太爺村），後移置埤子頭（今左營區）」[1]。李築安、李冰之《鳳山市志》（1987年）與張力《高雄市發展史》（1988年）亦延續此說[1]。
  - 「二贊行」仁德說：支持此說的學者有王世慶、黃典權、石萬壽、葉振輝、陳奮雄等人，而後臺南縣政府於仁德清王宮立碑亦是基於此說[1]。

2004年4月30日舉辦的「明鄭時期萬年縣治考證座談會」與2007年8月22日的「萬年縣治座談會」上，認為「二贊行說」有清朝文獻支持，較為可信。此外學者戴文鋒認為明鄭四坊二十四里內未有興隆里，興隆里所轄區域位於四坊二十四里的轄域外，已是明鄭勢力邊陲，且鳳山縣知縣直到宋永清於康熙四十三年（1704年）建衙署後才從臺灣府城搬到正式的縣治興隆莊辦公，興隆里一帶為萬年縣治的可能性因而降低，此外並認為連橫與伊能嘉矩可能是因為誤以為清朝鳳山縣即是明鄭萬年縣（州），僅更換名稱，所以便以為鳳山縣治是沿續萬年縣治而來。而後臺南縣政府即依據座談會結果，於2008年12月14日在臺南縣仁德鄉二行村（今臺南市仁德區二行里）的清王宮前方公園立「古萬年縣治紀念碑」。